# Bundestagswahlkreis Segeberg – Neumünster
Der Bundestagswahlkreis Segeberg – Neumünster war ein Wahlkreis in Schleswig-Holstein für die Wahlen zum Deutschen Bundestag. Er umfasste den Kreis Segeberg und die kreisfreie Stadt Neumünster.

## Geschichte
Der Wahlkreis Segeberg – Neumünster hatte die Wahlkreisnummer 10. Das Gebiet des Wahlkreises bestand für die Bundestagswahlen 1949 bis 1961 unverändert.
Vor der Bundestagswahl 1965 wurde der Wahlkreis aufgeteilt. Das Gebiet des Kreises Segeberg ging an den Wahlkreis Segeberg – Eutin und die Stadt Neumünster an den Wahlkreis Rendsburg – Neumünster.
Der bei der Bundestagswahl 1949 direkt gewählte Abgeordnete Carl Schröter verstarb am 25. Februar 1952. Nach § 15 des damals geltenden Wahlgesetzes musste daher eine Nachwahl stattfinden, die am 4. Mai 1952 auch durchgeführt wurde. Der gewählte Kandidat, Walter Bartram, rückte dann am 13. Mai 1952 in den Bundestag nach.

## Abgeordnete
Direkt gewählte Abgeordnete des Wahlkreises Segeberg – Neumünster waren
| Jahr            | Name           | Partei | Anteil der Erststimmen |
| --------------- | -------------- | ------ | ---------------------- |
| 1961            | Hans Blöcker   | CDU    | 42,2 %                 |
| 1957            | Hans Blöcker   | CDU    | 53,0 %                 |
| 1953            | Walter Bartram | CDU    | 51,7 %                 |
| 1952 (Nachwahl) | Walter Bartram | CDU    | 35,1 %                 |
| 1949            | Carl Schröter  | CDU    | 31,0 %                 |